# Bombus shaposhnikovi
Bombus shaposhnikovi là một loài Hymenoptera trong họ Apidae. Loài này được Skorikov mô tả khoa học năm 1910.